# 22. květen
22. květen je 142. den roku podle gregoriánského kalendáře (143. v přestupném roce). Do konce roku zbývá 223 dní. Svátek má Emil.

## Události

### Česko
- 1618 – Tajná schůzka předáků protestantské opozice v paláci Smiřických v Praze domlouvá defenestraci místodržících
- 1921 – Vznikla Československá obec legionářská, která sdružovala bývalé příslušníky zahraničního odboje v tehdejším Československu.
- 1945 – Uzavření hranic mezi Československem a Rakouskem.
- 1946 – K. H. Frank byl popraven oběšením na dvoře pankrácké věznice v Praze za válečné zločiny v 2. světové válce, po zamítnutí všech žádostí o milost. Byla to jedna z posledních veřejných poprav na území Česka, přihlíželo pět tisíc diváků.

### Svět

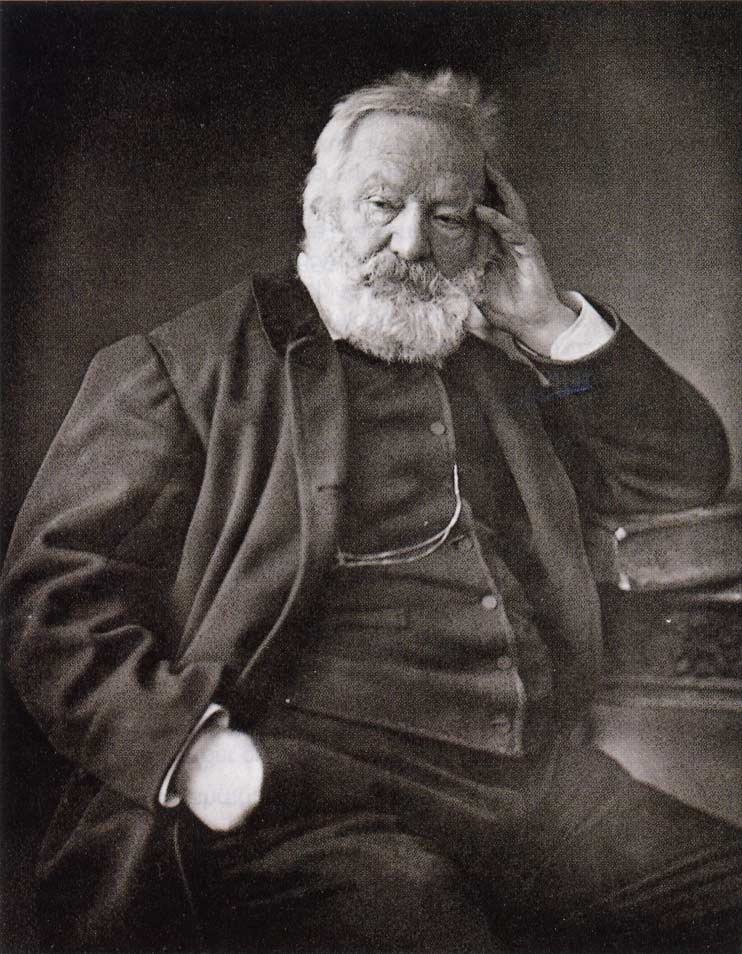
Victor Hugo († 1885)

- 337 – Konstantin I. Veliký zemřel a ve své závěti opustil říši nerozdělenou svým třem synům Konstantinovi II., Konstantinovi III. a Constantovi a jeho synovcům Dalmaciovi a Hannibalianovi. Po zavraždění posledně jmenovaných dvou získal Konstantin II. vládu nad Galií a Británií, Konstantin III., Východ a Constantinovi zbyla celá Itálie a Afrika.
- 964 – Papež Benedikt V. následoval po zesnulém Janu XII. jako papež zvolený Římany. Císař Ota I. pokračoval v jeho sesazení. Asi o měsíc později byl Benedikt V. převezen do Hamburku jako vězeň pod péči arcibiskupa Adaldaga.
- 1176 – Assassinové se pokusili zavraždit Saladina nedaleko Aleppa.
- 1293 – V Andalusii (Španělsko), Sancho IV., jako odměnu za věrnost kastilské koruně v boji proti právům Infantes de la Cerda, uděluje hojné laskavosti andaluským městům a radám.
- 1370 – Židé byli vyhnáni nebo zmasakrování v Bruselu.
- 1377 – Papež Řehoř XI. vydal pět papežských bul proti 18 větám ze spisů Johna Wycliffa, adresovaných arcibiskupovi z Canterbury, londýnskému biskupovi, anglickému králi Edwardu III., kancléři a univerzitě v Oxfordu. Kvůli Wycliffově popularitě
- 1455 – Bitvou u St Albans začaly v Anglii Války růží – mocenský boj dvou feudálních skupin sdružených kolem příslušníků rodu Yorků (bílá růže) a Lancasterů (červená růže).
- 1526 – Byla založena proticísařská Cognacká liga, v níž spojily své síly Papežský stát, Francie, Janovská republika, Benátská republika, Florentská republika a Milánské vévodství. Italská města Milán, Florencie a Benátky podepisují spojenectví s Františkem I. Francouzským, papežem Klementem VII., anglickým Jindřichem VIII. v boji proti Karlu I. Španělskému.
- 1542 – Španělský král Carlos I. nařídil, „aby byly napraveny krutosti spáchané v Indii“.
- 1629 – Císař Ferdinand II. Štýrský a dánský král Kristián IV. podepsali Mírovou smlouvu z Lübecku.
- 1652 – Město Sevilla, zejména čtvrť Feria, se vzbouřilo kvůli nedostatku potravin a inflaci.
- 1671 – Ve Francii udělil Ludvík XIV. zakládající listinu městu Versailles.
- 1712 – Císař Karel VI. byl v Bratislavě korunován uherským králem jako Karel III.
- 1762 – Švédsko a Prusko podepsali Hamburskou smlouvu.
- 1764 – Ve Venezuele byla založena vesnice Santo Tomás de la Nueva Guayana de la Angostura del Orinoco (která pak byla v roce 1846 přejmenována na Ciudad Bolívar).
- 1774 – V jižním Atlantském oceánu se Španěl Francisco de Orduña a jeho muži zmocnili Malvínských ostrovů.
- 1776 – V New Orleans se osvícený španělsko-americký guvernér Luis de Unzaga y Amézaga věnoval první žádosti o pomoc severoamerické kontinentální armády ve snaze o její nezávislost.
- 1803 – Napoleon Bonaparte vypověděl válku Anglii pro porušení amienského míru.
- 1813 – V Teatro San Benedetto v Benátkách se konalo první představení první velké opery Gioacchina Rossiniho, komické opery Italka v Alžíru.
- 1844 – Sayyid Ali Muhammad al-Bab, nazývaný také Báb (Brána), založil v Šírázu v Íránu bábismus, který se později stal bahájským náboženstvím. Svědkem odhalení byl mulla Husayn z Bushruyyih, který se stal prvním učedníkem nového zjevení.
- 1848 – Dva měsíce po březnové revoluci v Prusku se v budově Berliner Sing-Akademie poprvé sešlo Pruské národní shromáždění.
- 1849 – Budoucí americký prezident Abraham Lincoln dostal patent na vynález, který umožňoval zvedání plavidel přes útesy a překážky v řece, což z něj učinilo jediného prezidenta USA, který měl někdy nějaký patent.
- 1856 – Senátor Preston Brooks v Senátu Spojených států téměř ubil svého kolegu Charlese Sumnera k smrti. Ten před tím během projevu v Kongresu 20. května ohledně násilných událostí v Kansasu ostře odsoudil situaci na Jihu a urazil senátora Andrewa Butlera, Brooksova bratrance.
- 1859 – Král František II. vystřídal svého zesnulého otce Ferdinanda II. jako nový regent v Království Sicílie.
- 1872
  - Byl položen základní kámen Festivalového divadla v Bayreuthu určený k provádění Wagnerových oper. Při této příležitosti Richard Wagner dirigoval 9. symfonii Ludwiga van Beethovena v Markraběcí opeře.
  - Světová premiéra opery Djamileh od Georgese Bizeta se konala v Opéra-Comique v Paříži. Autorem libreta je Louis Gallet. Jako předloha mu posloužilo veršované vyprávění Namouna od Alfreda de Musseta.
- 1874 – V den prvního výročí úmrtí básníka Alessandra Manzoniho měla v milánském kostele San Marco premiéru Messa da Requiem Giuseppe Verdiho.
- 1875 – V Gotha začalo sjednocovací stranické konference Sociálně demokratické dělnické strany a Všeobecného německého dělnického spolku, z níž vzešla Socialistická dělnická strana Německa, dnešní Sociálně demokratická strana Německa.
- 1882 – Železniční spojení mezi Göschenen a Airolo, navržené inženýrem Louisem Favrem, výrazně usnadňuje osobní a nákladní dopravu mezi Švýcarskem a Itálií. Gotthardský tunel byl oficiálně otevřen, provoz začal o deset dní později.
- 1888 – Leroy S. Buffington, architekt Pillsbury A Mill v Minneapolis, získali americký patent na ocelovou konstrukci mrakodrapů.
- 1892 – Premiéra opery Pagliacci (Bajazzo) od Ruggera Leoncavalla se konala v Teatro Dal Verme v Miláně.
- 1892 – Zubař Washington Sheffield poprvé prodal zubní pastu v tubě, kterou vynalezl v New London, Connecticut.
- 1897 – Tunel Blackwall pod Temží byl otevřen princem z Walesu, pozdějším králem Edwardem VII. Se svými 1344 metry to byl v tu dobu nejdelší podvodní tunel na světě.
- 1911 – v Paříži byla založena Fédération Cynologique Internationale (FCI), mezinárodní zastřešující kynologické organizace v Evropě.
- 1915 – K nejsmrtelnější železniční katastrofě v britské historii došlo v Quintinshill poblíž Gretna Green, bylo zabito 230 lidí a 246 zraněno, bylo zničeno pět vlaků.
- 1919 – Během lotyšské války za nezávislost, armáda Baltského státu a německý Freikorps dobyli Rigu. Před ústupem bolševici zabili četné rukojmí, včetně protestantských duchovních Hermanna Bergengruena, Erharda Doeblera, Augusta Eckhardta, Theodora Hoffmanna, Eberharda Savaryho, Eugena Scheuermanna, Theodora Taubeho a Ernsta Fromhold-Treua a také zpěvačku Marion von Klot. Od té doby jsou jmenovaní v církevních kruzích považováni za křesťanské mučedníky.
- 1920 – Kámen mučedníků v Rize je zasvěcen památce pobaltského evangelického duchovenstva, které utrpělo mučednickou smrt z rukou bolševiků. V meziválečném období se stal významným památným místem.
- 1927 – Zemětřesení o síle 7,9 stupně v Čching-chaj (Čínská republika) zabilo asi 200 000 lidí.
- 1930 – První německá radiosonda vyvinutá Paulem Duckertem byla vypuštěna na letecké observatoři Lindenberg poblíž Berlína a přinesla údaje o teplotě, tlaku a vlhkosti z nadmořské výšky přes 15 km.
- 1936 – V Dublinu byla založena irská letecká společnost Aer Lingus.
- 1939 – Německo a Itálie uzavřely Ocelový pakt, vojenskou alianci podepsanou německým ministrem zahraničí Joachimem von Ribbentropem a jeho italským kolegou Galeazzem Ciano za přítomnosti Adolfa Hitlera v Berlíně.
- 1942 – Ve Spojených státech vytvořili členové Amalgamated Association of Iron, Steel, and Cin Workers a Organizační výbor Steel Workers Organisation United Steelworkers (USW)
- 1942 – Mexiko vstoupilo do druhé světové války a připojilo se k spojencům vyhlášením války Německu a Japonsku.
- 1946 – Poté, co americké okupační síly pod vedením Douglase MacArthura vyloučily Hatojamu Ichira z veřejné funkce, jehož Liberální strana se ve volbách do Sněmovny reprezentantů v roce 1946 ukázala jako nejsilnější síla, byl Yoshida Shigeru jmenován premiérem Japonska. Yoshida byl poslední ministerský předseda Říše; v japonském státě od roku 1947 premiéra volí parlament.
- 1960
  - Velké chilské zemětřesení, které dosáhlo 9,5 stupně Richterovy stupnice, bylo dosud nejsilnějším zaznamenaným zemětřesením. Následné tsunami postihlo Havaj, Japonsko i Filipíny. Zemětřesení s epicentrem ve Valdivii v Chile zabilo 4000 až 5000 lidí. Šlo o nejsilnější zemětřesení, jaké kdy bylo do tehdy zaznamenáno. Účinky byly patrné také na Havaji, kde tsunami zasáhlo město Hilo.
  - Dětská opera Der Mann im Mond od Cesara Bresgena má světovou premiéru v Schauspielhaus Nürnberg.
- 1963 – Řecký politik a mírový aktivista Grigoris Lambrakis byl na mírovém shromáždění v Soluni přejet dodávkou řízenou pravicovými extremisty a o pět dní později zemřel. Koroner Christos Sartzetakis během vyšetřování odhalil zjevnou nehodu jako úkladnou vraždu, do níž byli zapojeni vysoce postavení pravicoví členové policie a armády.
- 1967 – Požár v obchodním domě L'Innovation v Bruselu, následkem požáru zemřelo 323 osob. V té době bylo v budově asi 4000 lidí. Absence sprinklerového systému podporuje rychlé šíření požáru, obchodní dům vyhořel až do základů, škody na majetku přesáhly 85 milionů eur.
- 1968 – Velitelská věž USS Scorpion na dně moře. Americká jaderná ponorka USS Scorpion (SSN-589) se potopila 400 mil jihozápadně od Azor s 99 muži.
- 1969 – Lunární modul Snoopy mise Apollo 10 vypuštěný 18. května s velitelem Tomem Staffordem a pilotem Eugenem Cernanem na palubě dosáhl svého nejbližšího bodu k Měsíci ve vzdálenosti asi 15,6 km. Mise sloužila k simulaci přistání na Měsíci v rámci přípravy na misi Apollo 11, která se uskutečnila ve stejném roce.
- 1971 – Zemětřesení poblíž Bingöl v Anatolii zabilo asi 1000 lidí.
- 1972 – Nezávislost Srí Lanky na Velké Británii: Za socialistického premiéra Sirimavo Bandaranaike přijal Cejlon novou ústavu a stal se republikou pod názvem Srí Lanka. Je v ní zrušeno ústavní pouto s bývalou koloniální velmocí Velkou Británií.
- 1980 – Japonská zábavní společnost Namco uvedla na trh videohru Pac-Man, navrženou herním designérem Tōru Iwatanim, v Japonsku. Hra Maze se stala jednou z nejpopulárnějších a nejúspěšnějších videoher v historii.
- 1986 – Bayerischer Rundfunk se vytratil ze společného televizního programu ARD, protože obsah kabaretu zacházel podle vedení příliš daleko.
- 1987 – Začalo první MS v ragby, v zahajovacím utkání Nový Zéland porazil Itálii 70:6. Turnaje se zúčastnilo 16 zemí.
- 1988
  - János Kádár, generální tajemník Maďarské socialistické dělnické strany od potlačení maďarského povstání v roce 1956, odstoupil z funkce. Jeho nástupcem se stal Károly Grósz.
  - Švýcar Richard Fehr se oficiálně ujal úřadu hlavního apoštola a církevního vůdce New Apostolic Church International na slavnostní bohoslužbě v budově Nového apoštolského sboru ve Fellbachu u Stuttgartu.
- 1990
  - Jemenská republika vznikla z Jemenské arabské republiky a Jemenské lidově demokratické republiky pod vedením prezidenta Aliho Abdullaha Saleha. Skutečného sjednocení administrativy však nelze dlouhodobě dosáhnout.
  - Výrobce softwaru Microsoft vydal operační systém Windows 3.0.
- 1998
  - V Lisabonu bylo otevřeno Expo 98, první světová výstava v Portugalsku, která trvala do 30. září. Nosné téma bylo The Oceans, dědictví budoucnosti. Pro Expo byla mimo jiné postavena věž Vasco da Gama, jejíž místo po skončení výstavy bylo využíváno jako Parque das Nações.
  - Ve dvou samostatných referendech v Severním Irsku a Irské republice byly schváleny výsledky tzv. Velkopáteční dohody.
  - Zemětřesení o síle 6,6 stupně v Bolívii zabilo 105 lidí.
- 2001
  - Delegace ze 122 zemí podepsaly Stockholmskou úmluvu o zákazu a omezení opatření pro některé perzistentní organické polutanty.
  - Ministři vnitra několika středoevropských zemí podepsali „Společnou deklaraci“, kterou byla upravena organizace a činnost Středoevropské policejní akademie, společně financované vzdělávací instituce pro výcvik a další vzdělávání policistů ze středního policejního managementu.
- 2004
  - Manmohan Singh byl překvapivě zvolen premiérem Indie poté, co byla Sonia Gándhíová zamítnuta. Jako člen sikhské náboženské komunity byl prvním nehindem, který zastával tento úřad.
  - Španělský princ Felipe (později král Felipe IV.) se oženil s novinářkou Letizia Ortiz Rocasolano v Madridu ve Španělsku
  - V rámci pouti národů se v Mariazell ve Štýrsku se konal Středoevropský katolický den. Účastnili se poutníci z Polska, České republiky, Slovenska, Maďarska, Slovinska, Chorvatska, Bosny a Hercegoviny a Rakouska.
- 2005 – Po 39 letech ztratila SPD v německých zemských volbách svůj domovský stát Severní Porýní-Vestfálsko. Franz Müntefering a Gerhard Schröder vyhlásili na podzim nové volby do německého Bundestagu.
- 2006 – V referendu se v Černé Hoře vyslovili občané pro její nezávislost.
- 2010 – První zdokumentovaná transakce zboží s bitcoiny.
- 2010 – Při přistání v Mangaluru let 812 společnosti Air India Express přeletěl dráhu do lesa. Stroj se rozbil a začne hořet. Zemřelo 158 lidí, osm přežilo.
- 2012 – S 634 metrů vysokým Tokyo Skytree byla otevřena nejvyšší televizní věž a zároveň druhá nejvyšší samostatně stojící stavba na světě.
- 2017 – 23 lidí bylo zabito při teroristickém útoku během popového koncertu americké zpěvačky Ariany Grande v Manchesteru ve Spojeném království.
- 2020 – Krátce před přistáním v Karáčí havaroval let 8303 společnosti Pakistan International Airlines. Zemřelo 97 z 99 osob na palubě.

## Narození

### Česko

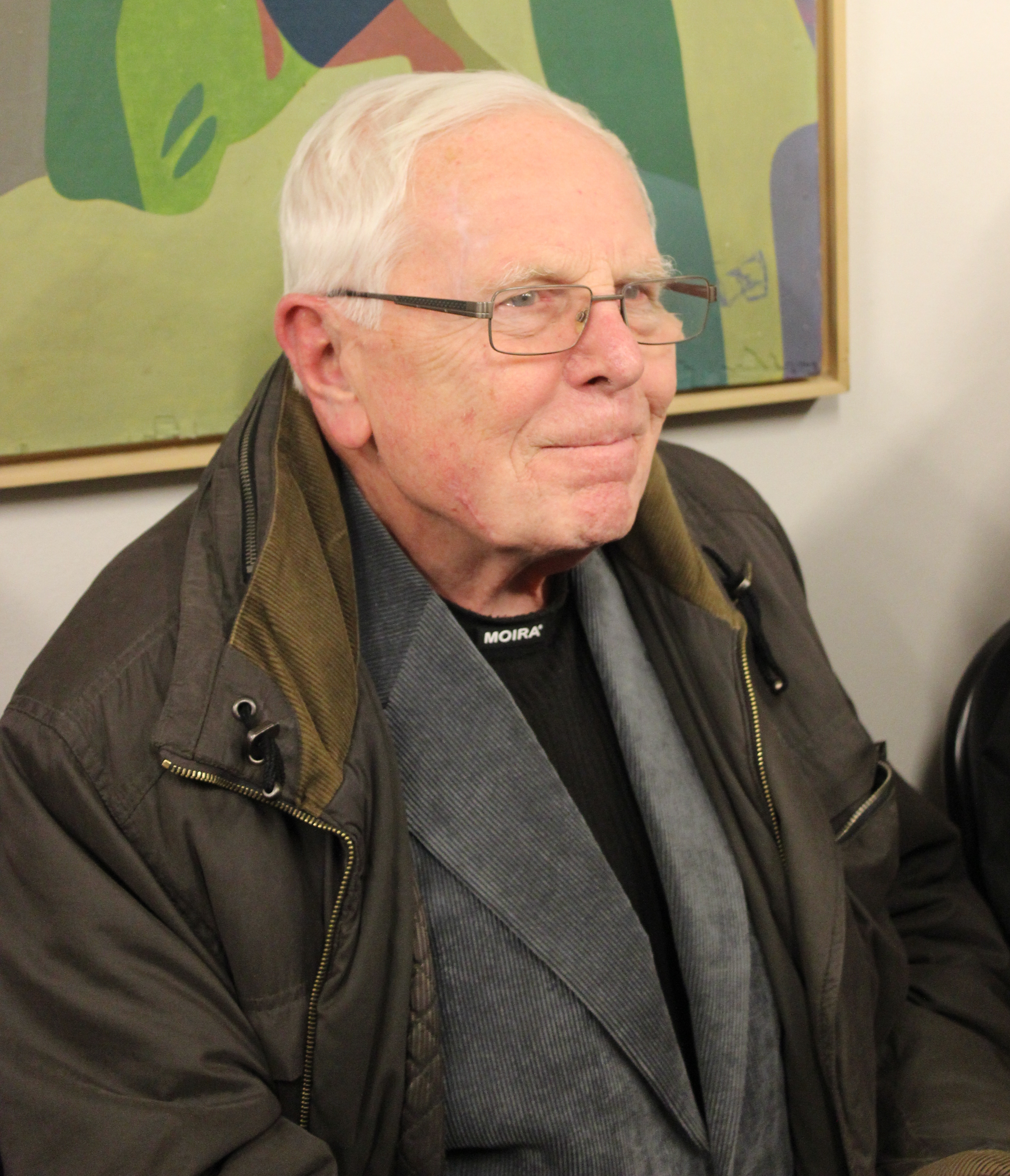
Dalimil Klapka (1933–2022)

- 1780 – Jan Emanuel Doležálek, hudební skladatel († 6. července 1858)
- 1834 – Josef Balcar, pedagog, autor učebnic († 3. června 1899)
- 1845 – Jan Kušta, geolog a paleontolog († 1. dubna 1900)
- 1851 – Antonín Cyril Stojan, moravský římskokatolický duchovní a politik, arcibiskup olomoucký a metropolita moravský († 29. září 1923)
- 1868 – Anton Schalk, rakouský český politik († 4. července 1951)
- 1886 – Ludmila Zatloukalová-Coufalová, československá politička a aktivistka za ženská práva († ? ?)
- 1887 – Otto Pick, pražský, německy píšící novinář, spisovatel a básník († 25. října 1940)
- 1893 – František Sátora, československý ekonom, ředitel Škodových závodů († 22. ledna 1973)
- 1894 – Vincenc Straňák, katolický kněz, teolog († 16. dubna 1967)
- 1902 – Vojtěch Jirát, literární historik a kritik († 7. května 1945)
- 1904 – Josef Träger, divadelní kritik, teoretik a scenárista († 10. června 1971)
- 1905 – Vilém Závada, básník a spisovatel († 30. listopadu 1982)
- 1913 – František Jílek, dirigent, klavírista a skladatel († 16. září 1993)
- 1914 – Vlasta Urbanová, operní zpěvačka († 22. října 2004)
- 1920 – Ferdinand Plánický, československý fotbalový reprezentant († 10. dubna 2001)
- 1922 – Zbyněk Havlíček, básník, literární teoretik, psychoanalytik a překladatel († 7. ledna 1969)
- 1924 – Jiří Křižák, československý fotbalový reprezentant († 5. května 1981)
- 1928 – Radoslav Sís, československý basketbalista a trenér († 26. října 1989)
- 1929 – Jaromír Obzina, ministr vnitra vlád Československa za normalizace († 28. ledna 2003)
- 1930 – Jiří Popper, zpěvák († 13. ledna 2013)
- 1933
  - Dalimil Klapka, herec († 14. června 2022)
  - Ivo Tretera, český filozof († 7. ledna 2012)
- 1935
  - Jiří Kaftan, herec, mim, tanečník a divadelní pedagog († 11. listopadu 2011)
  - Jaroslav Opěla, dirigent († 25. června 2016)
- 1938 – Milan Špůrek, geolog, astrolog a publicista († 8. září 2018)
- 1946
  - Martin Kratochvíl, český jazzový a jazz-rockový hudebník
  - Miroslav Machotka, fotograf
- 1950 – Libor Radimec, československý fotbalový reprezentant
- 1952 – Aleš Brožek, knihovník a vexilolog
- 1954 – Věra Bílá, zpěvačka a hudebnice romské národnosti († 12. března 2019)
- 1959 – Antonín Střížek, malíř a fotograf
- 1960 – Václav Podestát, fotograf
- 1963 – Miroslav Hanuš, herec
- 1964 – Dalibor Smutný, výtvarník
- 1970 – Ivan Manolov, kytarista
- 1971 – Pavel Plch, bubeník
- 1993 – Václav Milík ml., plochodrážní jezdec

### Svět

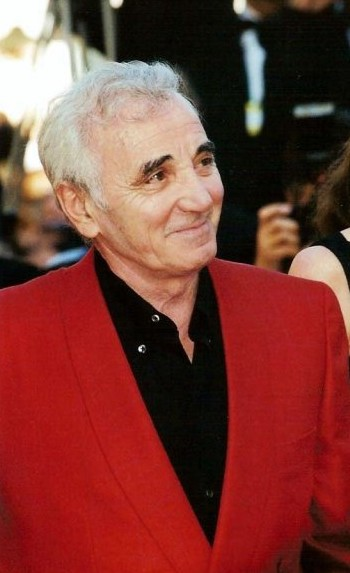
Charles Aznavour (* 1924)

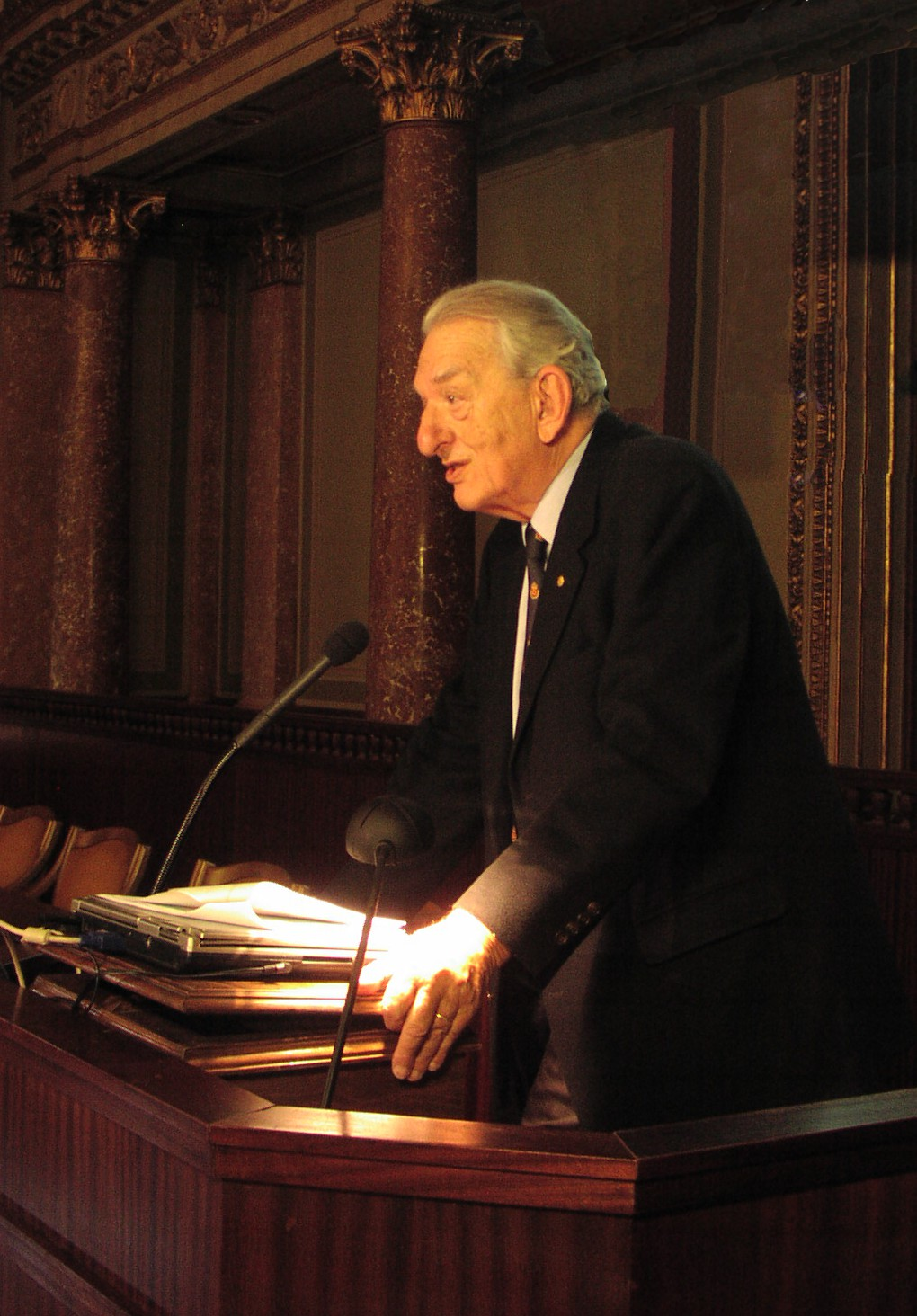
George Andrew Olah (* 1927)

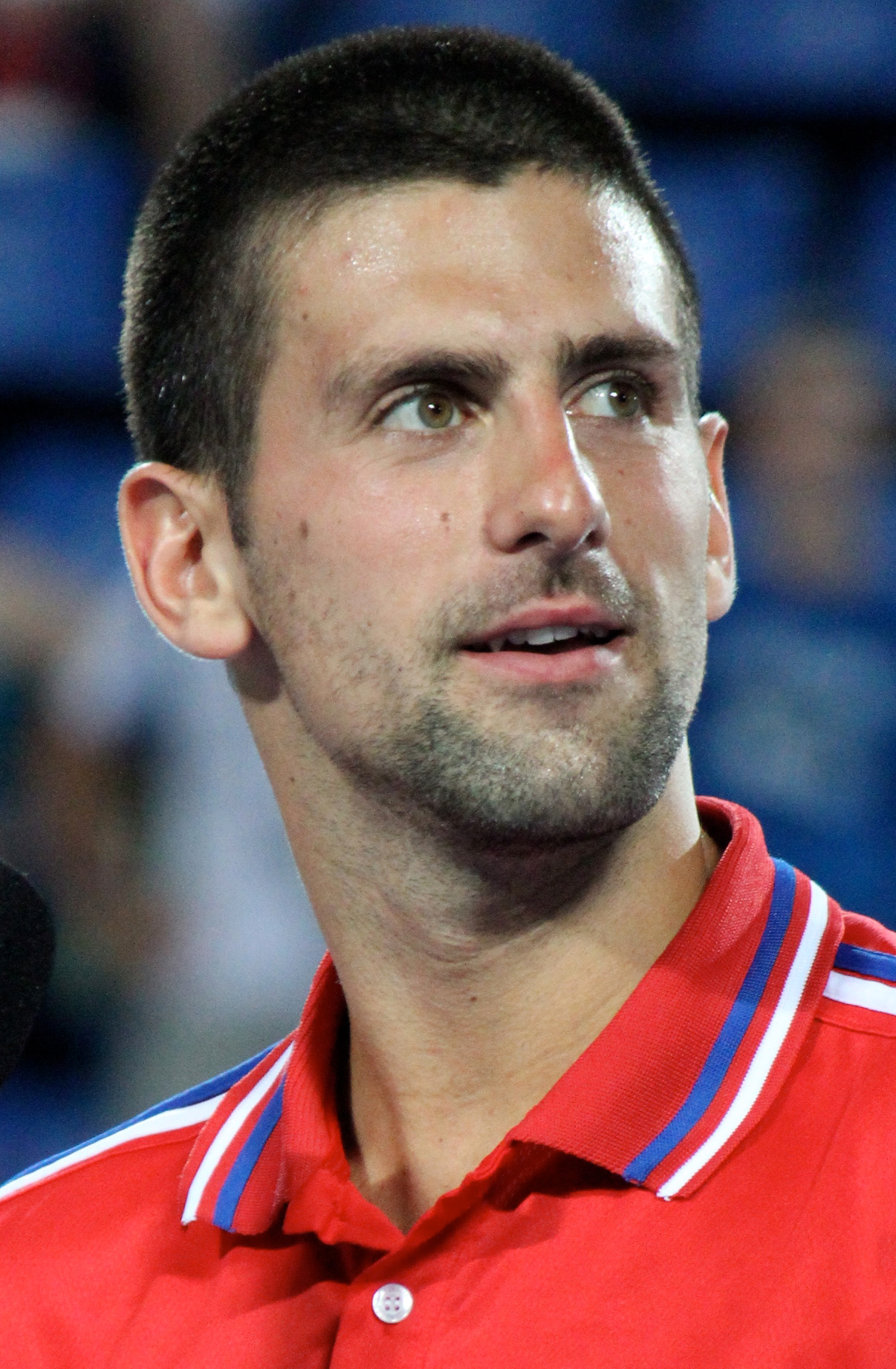
Novak Đoković (* 1987)

- 1562 – Anna Marie Bádenská, manželka Viléma z Rožmberka († 25. dubna 1583)
- 1610 – Francesco Alberti di Poja, tridentský biskup († 4. února 1689)
- 1675 – Yves-Marie André, francouzský jezuita a spisovatel († 1764)
- 1694 – Daniel Gran, rakouský freskař a malíř († 16. dubna 1757)
- 1729 – Giuseppe Parini, italský básník, kněz a politik († 15. srpna 1799)
- 1744 – Juan Francisco Bodega y Quadra, španělský námořní důstojník a objevitel († 26. března 1794)
- 1755 – Gaetano Andreozzi, italský operní skladatel († 21. prosince 1826)
- 1798 – Alexander McDonnell, irský šachista († 14. září 1835)
- 1808 – Gérard de Nerval, francouzský spisovatel († 1855)
- 1811 – Leopold Löw, maďarský rabín († 13. října 1875)
- 1813 – Richard Wagner, německý skladatel († 1883)
- 1844 – Mary Cassatt, americká malířka († 1926)
- 1848 – Fritz von Uhde, německý malíř († 25. února 1911)
- 1852 – Moritz von Auffenberg, ministr války Rakouska-Uherska († 18. května 1928)
- 1856 – Emilio Rabasa, chiapasský romanopisec, advokát a politik († 25. dubna 1930)
- 1859 – Arthur Conan Doyle, britský spisovatel († 1930)
- 1871 – Émilie Pellapra, francouzská šlechtična (* 11. listopadu 1806)
- 1877 – Michal Bubnič, diecézní biskup rožňavský († 22. února 1945)
- 1879 – Symon Petljura, prezident Ukrajiny († 25. května 1926)
- 1885 – Tadeusz Michejda, polský architekt († 18. února 1955)
- 1889 – Julius Ringel, generál horských myslivců německého Wehrmachtu († 12. srpna 1982)
- 1891 – Johannes Robert Becher, německý básník a komunistický politik († 1958)
- 1896 – Hubert Lanz, generál Wehrmachtu († 12. srpna 1982)
- 1900 – Clyde Tolson, ředitel FBI († 14. dubna 1975)
- 1905 – Paul Oskar Kristeller, americký historik († 7. července 1999)
- 1907
  - Hergé, belgický kreslíř († 3. března 1983)
  - Jean-Marie Maury, vatikánský diplomat a 106. arcibiskup remešský († 5. ledna 1994)
  - Laurence Olivier, britský režisér, herec a dramatik († 11. července 1989)
  - Ploutis Servas, kyperský komunistický politik a spisovatel († 14. února 2001)
- 1911 – Anatol Rapoport, americký matematik, psycholog a sociolog († 20. ledna 2007)
- 1914 – Sun Ra, americký jazzový hudebník a hudební skladatel (* 30. května 1993)
- 1919 – Paul Vanden Boeynants, premiér Belgie († 9. ledna 2001)
- 1921 – Gustav Brom, český dirigent, kapelník a hudební skladatel († 1995)
- 1922 – Jacques Poitrenaud, francouzský režisér a herec († 5. dubna 2005)
- 1924 – Charles Aznavour, arménsko-francouzský šansoniér, textař, herec, diplomat a podnikatel († 1. října 2018)
- 1926 – Michail Byčkov, sovětský hokejový reprezentant († 17. května 1997)
- 1927 – George A. Olah, americký chemik maďarského původu, držitel Nobelovy ceny († 2017)
- 1929 – Jaroslav Dietl, scenárista, dramatik a dramaturg († 29. června 1985)
- 1930 – Kenny Ball, britský trumpetista († 7. března 2013)
- 1931 – Tadeusz Andrzej Zieliński, polský muzikolog, hudební kritik a spisovatel († 25. února 2012)
- 1933 – Arnold Lobel, americký spisovatel a ilustrátor († 4. prosince 1987)
- 1937
  - Guy Marchand, francouzský filmový herec, zpěvák a hudebník († 15. prosince 2023)
  - Viktor Ponědělnik, ruský fotbalista († 5. prosince 2020)
  - Tomáš Janovic, slovenský spisovatel, novinář, textař, básník, dramatik a autor literatury pro děti a mládež († 14. prosince 2023)
- 1939
  - Ian Underwood, americký hudebník a skladatel
  - Dick Berk, americký jazzový bubeník († 8. února 2014)
  - Paul Winfield, americký herec († 7. března 2004)
- 1941 – Bruce Rowland, anglický rockový bubeník († 29. června 2015)
- 1943 – Betty Williamsová, irská mírová aktivistka, Nobelova cena za mír 1976 († 17. března 2020)
- 1944 – John Flanagan, australský spisovatel
- 1946
  - Francesco Montenegro, italský kardinál
  - George Best, severoirský fotbalista († 25. listopadu 2005)
- 1954 – Shuji Nakamura, japonsko-americký fyzik, Nobelova cena za fyziku 2014
- 1967 – Brooke Smith, americká herečka
- 1970 – Naomi Campbell, britská topmodelka
- 1981 – Jürgen Melzer, rakouský tenista
- 1987 – Novak Đoković, srbský tenista
- 1995 – Karoline Sinnhuber, rakouská sportovní lezkyně

## Úmrtí

### Česko

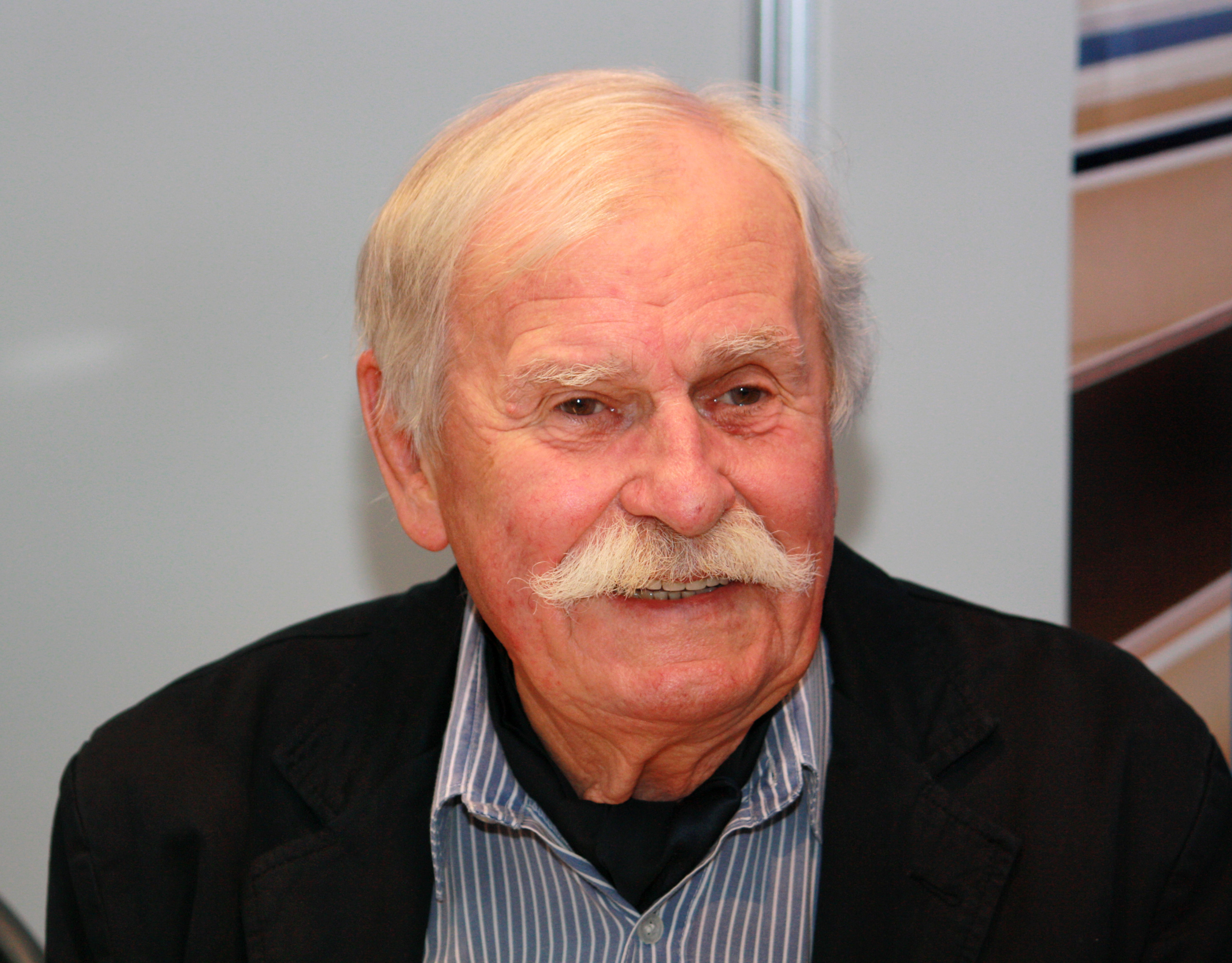
Adolf Born († 2016)

- 1124 – Wiprecht Grojčský, německý šlechtic, přítel, bojovník a rádce českého krále Vratislava II. (* kolem 1050)
- 1626 – Václav Pantaleon Kirwitzer, astronom a jezuitský misionář (* 1588)
- 1759 – Jiří Antonín Heinz, barokní sochař (* 24. března 1698)
- 1765 – Václav Haan, hudební skladatel (* 1714)
- 1878 – Václav Bělský, český právník, politik, pražský purkmistr (* 5. března 1818)
- 1883 – Johann Anton Starck, poslanec rakouské říšské rady (* 5. prosince 1808)
- 1887 – Josef Hamerník, lékař (* 18. srpna 1810)
- 1925 – Julius Ambros, advokát a spisovatel (* 13. dubna 1855)
- 1934 – Josef Jelinek, brněnský podnikatel a politik německé národnosti (* 18. ledna 1864)
- 1938 – Augustin Popelka, český právník a politik (* 25. dubna 1854)
- 1939 – Jiří Mahen, spisovatel (* 12. prosince 1882)
- 1941 – Jaroslav Galia, hudební skladatel a diplomat (* 31. října 1875)
- 1942 – Václav Choc, poslanec Říšské rady, publicista a právník (* 23. září 1860)
- 1946 – Karl Hermann Frank, sudetoněmecký státní ministr pro Čechy a Moravu (* 24. ledna 1898)
- 1968 – Adolf Novotný, evangelický teolog (* 27. června 1891)
- 1970 – Jiří Svoboda, hudební skladatel a pedagog (* 23. prosince 1897)
- 1978 – Václav Dobiáš, hudební skladatel, pedagog, organizátor a politik (* 22. září 1909)
- 1988 – Jaroslav Maštalíř, skladatel a klavírista (* 1. května 1906)
- 1998 – Vladimír Neuwirth, katolicky orientovaný filosof a překladatel (* 12. srpna 1921)
- 2005 – Šárka Štembergová-Kratochvílová, herečka (* 8. července 1924)
- 2008
  - František Vnouček, český politik (* 16. listopadu 1945)
  - Zdenka Bergrová, básnířka a překladatelka (* 10. března 1923)
- 2010 – Josef Koukl, biskup litoměřický (* 8. listopadu 1926)
- 2012 – Zdeněk Dienstbier, český lékař, onkolog (* 30. května 1926)
- 2016 – Adolf Born, malíř, kreslíř, ilustrátor, animátor, karikaturista a kostýmní výtvarník (* 12. června 1930)

### Svět
- 0337 – Konstantin I. Veliký, římský císař (* mezi 272 a 285)
- 1455
  - Edmund Beaufort (1. vévoda ze Somersetu), anglický šlechtic, významná postava války růží i Stoleté války (* 1406)
  - Jindřich Percy (2. hrabě z Northumberlandu), anglický šlechtic (* 1392)
- 1457 – Rita z Cascie, italská katolická světice (* 1377/1381)
- 1540 – Francesco Guicciardini, italský historik, filozof a diplomat (* 6. března 1483)
- 1591 – Antonio Abondio, italský medailér (* 1538)
- 1602 – Renata Lotrinská, bavorská vévodkyně (* 20. dubna 1544)
- 1667
  - Alexandr VII., papež (* 1599)
  - Karel Stuart, vévoda z Kendalu, syn anglického krále Jakuba II. Stuarta (* 4. července 1666)
- 1669 – Mons. Dr. Filip Fridrich Breuner, olomoucký kanovník, světící biskup a biskup vídeňský (* 6. listopadu 1597)
- 1718 – Gaspard Abeille, francouzský duchovní, spisovatel a dramatik (* 1648)
- 1728 – Johann Fridrich Eosander von Göthe, švédsko-německý stavitel a voják (* 24. srpna 1669)
- 1752 – Johann Alexander Thiele, německý malíř a rytec (* 26. března 1685)
- 1782 – Frederika Hesensko-Darmstadtská, německá šlechtična (* 20. srpna 1752)
- 1783 – František Antonín Schrattenbach, moravský zemský hejtman (* 5. května 1712)
- 1802 – Martha Washingtonová, manželka prezidenta USA George Washingtona (* 2. června 1731)
- 1825 – Laskarina Bubulina, hrdinka řecké války za osvobození (* 11. května 1771)
- 1832 – Karolína Ferdinanda Habsbursko-Lotrinská, rakouská arcivévodkyně a saská korunní princezna (* 8. dubna 1801)
- 1851 – Thomas Edmondson, anglický vynálezce lepenkové jízdenky (* 30. června 1792)
- 1873 – Alessandro Manzoni, italský spisovatel a básník (* 7. března 1785)
- 1885 – Victor Hugo, francouzský básník, prozaik, dramatik, esejista a politik, vrcholný představitel romantismu (* 1802)
- 1891 – Ernst Julius Hähnel, německý sochař (* 9. března 1811)
- 1895 – Karl von Pusswald, předlitavský státní úředník a politik (* 5. ledna 1825)
- 1904 – Hikoma Ueno, japonský fotograf, (* 15. října 1838)
- 1910 – Jules Renard, francouzský spisovatel (* 22. února 1864)
- 1933 – Sándor Ferenczi, maďarský psychoanalytik (* 7. července 1873)
- 1939 – Ernst Toller, německý dramatik, básník a levicový aktivista (* 1. prosince 1893)
- 1942 – Rade Končar, jugoslávský vůdce a partyzán (* 6. srpna 1911)
- 1943 – Helen Herron Taftová, manželka 27. prezidenta USA Williama H. Tafta (* 2. června 1861)
- 1946
  - Friedemann Götze, německý důstojník SS (* 26. února 1871)
  - Ottokar Slawik, český skladatel a hudební kritik (* 2. července 1871)
- 1949 – Hans Pfitzner, německý skladatel, klavírista a dirigent (* 5. května 1869)
- 1958 – Madelon Székely-Lulofsová, nizozemská spisovatelka (* 24. června 1899)
- 1964 – Michał Karaszewicz-Tokarzewski, polský generál (* 5. ledna 1893)
- 1967 – Langston Hughes, americký spisovatel (* 1. února 1901)
- 1975 – Boris Kalin, slovinský sochař (* 24. června 1905)
- 1977 – Hampton Hawes, americký klavírista (* 13. listopadu 1928)
- 1981 – Boris Sagal, americký režisér (* 18. říjen 1917)
- 1983
  - Marie Augusta Anhaltská, dcera vévody Eduarda Anhaltského (* 10. června 1898)
  - Albert Claude, belgický biolog, držitel Nobelovy ceny (* 1899)
- 1985
  - Alister Hardy, britský mořský biolog (* 10. února 1895)
  - Karl-Adolf Hollidt, generálplukovník německého Wehrmachtu (* 28. dubna 1891)
- 1993 – Mieczysław Horszowski, polský klavírista (* 23. června 1892)
- 1994 – Norman Read, novozélandský olympijský vítěz v chůzi na 50 km z roku 1956 (* 13. srpna 1931)
- 1997 – Alfred Hershey, americký bakteriolog a genetik, Nobelova cena 1969 (* 4. prosince 1908)
- 2001 – Jenő Fock, maďarský komunistický politik, předseda Rady ministrů (* 16. května 1916)
- 2002
  - Alexandru Todea, rumunský kardinál (* 5. června 1912)
  - Fritz Hippler, německý filmový režisér (* 17. srpna 1909)
- 2005 – Thurl Ravenscroft, americký dabér a zpěvák (* 6. února 1914)
- 2008 – Robert Lynn Asprin, americký autor fantasy a science fiction literatury (* 1946)
- 2010 – Martin Gardner, americký matematik (* 21. října 1914)
- 2013
  - Henri Dutilleux, francouzský hudební skladatel (* 22. ledna 1916)
  - Wayne Miller, americký fotograf (* 19. září 1918)
- 2017 – Mickey Roker, americký jazzový bubeník (* 3. září 1932)
- 2018 – Philip Roth, americký spisovatel (* 19. března 1933)
- 2020 – Mory Kanté, guinejský zpěvák a hráč na koru (* 29. března 1950)

## Svátky

### Česko
- Emil, Emilián
- Rita

### Svět
- Mezinárodní den biologické rozmanitosti
- Slovensko: Júlia a Juliana
- Jemen: Den sjednocení
- Srí Lanka: Den republiky
- Kanada, Kajmanské ostrovy: Victoria Day
- Martinique: Abolition Day
- Kalifornie: Harvey Milk Day

### Liturgický kalendář
- Sv. Julie
- Letnice (je-li neděle)

| 22. květen v pražském KlementinuÚdaje jsou platné k 29. 4. 2025. | 22. květen v pražském KlementinuÚdaje jsou platné k 29. 4. 2025. | 22. květen v pražském KlementinuÚdaje jsou platné k 29. 4. 2025. |
| minimum                                                          | denní průměr                                                     | maximum                                                          |
| ---------------------------------------------------------------- | ---------------------------------------------------------------- | ---------------------------------------------------------------- |
| 2,9 °C (1866)                                                    | 14,5 °C (od 1961)                                                | 30,3 °C (1950)                                                   |